# Иройское сельское поселение
Се́льское поселе́ние «Иро́йское» (бур. Юрөөгэйн hомон) — муниципальное образование в Селенгинском районе Бурятии Российской Федерации.
Административный центр — улус Ташир. Включает 4 населённых пункта.

## География
МО СП «Иройское» находится в западной части района, занимая долину реки Иро, северную часть Боргойской степи, среднюю долину реки Темник и нижнюю долину реки Удунги в пределах Хамар-Дабана, а также восточные отроги Малого Хамар-Дабана, северные склоны массива Бурин-Хан и юго-западные склоны Хамбинского хребта.
МО СП «Иройское» граничит на западе, севере и северо-востоке с лесными угодьями Гусиноозёрского лесничества, на востоке в Ацульском заказнике — с МО СП «Темник», на юго-востоке — с МО СП «Селендума», на юге проходит административная граница с Джидинским районом Бурятии.

## История
В 1928 году образован Иройский Сомонный Совет депутатов трудящихся Селенгинского аймака Бурят-Монгольской АССР.
23 декабря 2005 года путём реорганизации Сомонного Совета образовано Муниципальное образование сельское поселение «Иройское».
В 2013 году объединены сельские поселения «Иройское» и «Таежное» в сельское поселение «Иройское» с административным центром в улусе Ташир.

## Население
| 2002  | 2011  | 2012  | 2013  | 2014  | 2015  | 2016  |
| ----- | ----- | ----- | ----- | ----- | ----- | ----- |
| 1768  | ↘1634 | ↘1566 | ↘1534 | ↗1632 | ↗1643 | ↘1597 |
| 2017  | 2018  | 2019  | 2020  | 2021  | 2023  | 2024  |
| ↘1554 | ↘1539 | ↘1509 | ↘1462 | ↘1366 | ↘1325 | ↘1320 |

## Состав поселения
| № | Населённый пункт | Тип населённого пункта       | Население |
| - | ---------------- | ---------------------------- | --------- |
| 1 | Таёжный          | посёлок                      | ↘142      |
| 2 | Ташир            | улус, административный центр | ↘1206     |
| 3 | Удунга           | улус                         | ↘76       |
| 4 | Усть-Урма        | улус                         | ↗267      |